# ETCC 2017
La stagione 2017 della European Touring Car Cup è stata la tredicesima e ultima edizione del campionato organizzato dalla FIA. È iniziata il 30 aprile a Monza ed è terminata l'8 ottobre al Most. Il titolo ETCC1, riservato a vetture con specifiche TCR, è stato vinto da Petr Fulín, mentre il titolo ETCC2, riservato a vetture con specifiche Super 1600, non è stato assegnato in quanto non sono state registrate iscrizioni nella classe.

## Piloti e scuderie
| Classe ETCC1        | Classe ETCC1            | Classe ETCC1 | Classe ETCC1              | Classe ETCC1 |
| Scuderia            | Vettura                 | #            | Pilota                    | Gare         |
| ------------------- | ----------------------- | ------------ | ------------------------- | ------------ |
| Zengő Motorsport    | SEAT León TCR           | 5            | Anett György              | 1-6          |
| Zengő Motorsport    | SEAT León TCR           | 8            | Norbert Nagy              | 1-6          |
| Zengő Motorsport    | SEAT León TCR           | 66           | Zsolt Szabó               | 1-4          |
| Pfister Racing Team | SEAT León TCR           | 7            | Andreas Pfister           | 1-6          |
| Rikli Motorsport    | Honda Civic TCR         | 12           | Peter Rikli               | 1-6          |
| Rikli Motorsport    | Honda Civic TCR         | 91           | Christ-Johannes Schreiber | 1-6          |
| AKK Stefanovski     | SEAT León TCR           | 14           | Igor Stefanovski          | 1-6          |
| Lein Racing         | SEAT León Cup Racer     | 17           | Mladen Lalušić            | 1-4, 6       |
| Lein Racing         | SEAT León Cup Racer     | 37           | Fábio Mota                | 1-6          |
| Křenek Motorsport   | SEAT León TCR           | 22           | Petr Fulín                | 1-6          |
| Křenek Motorsport   | SEAT León Cup Racer     | 96           | Petr Fulín Jr.            | 6            |
| Steibel Motorsport  | Volkswagen Golf GTI TCR | 23           | Václav Nimč               | 6            |
| Target Competition  | Honda Civic TCR         | 27           | José Rodrigues            | 4            |
| ASK GM Racing       | Audi RS3 LMS TCR        | 32           | Rudolf Pešović            | 2, 5         |
| Kraf Racing         | Audi RS3 LMS TCR        | 44           | Plamen Kralev             | 1-6          |
| Lema Racing         | SEAT León Cup Racer     | 71           | Maciej Łaszkiewicz        | 6            |
| Lema Racing         | SEAT León Cup Racer     | 76           | Petr Čížek                | 6            |
| Baporo Motorsport   | SEAT León TCR           | 73           | Aleksandr Artemjev        | 2            |
| Classe ETCC2        |                         |              |                           |              |
| Scuderia            | Vettura                 | #            | Pilota                    | Gare         |

## Calendario
| Gara | Gara | Circuito                            | Data         |
| ---- | ---- | ----------------------------------- | ------------ |
| 1    | G1   | Autodromo nazionale di Monza        | 30 aprile    |
| 1    | G2   | Autodromo nazionale di Monza        | 30 aprile    |
| 2    | G3   | Hungaroring                         | 14 maggio    |
| 2    | G4   | Hungaroring                         | 14 maggio    |
| 3    | G5   | Nürburgring Nordschleife            | 27 maggio    |
| 3    | G6   | Nürburgring Nordschleife            | 27 maggio    |
| 4    | G7   | Circuito Internacional de Vila Real | 25 giugno    |
| 4    | G8   | Circuito Internacional de Vila Real | 25 giugno    |
| 5    | G9   | Circuito di Zolder                  | 17 settembre |
| 5    | 10   | Circuito di Zolder                  | 17 settembre |
| 6    | G11  | Autodromo di Most                   | 8 ottobre    |
| 6    | G12  | Autodromo di Most                   | 8 ottobre    |

## Risultati e classifiche

### Gare
| Gara | Circuito    | Pole position             | Giro veloce               | Vincitore ETCC1           | Vincitore ETCC2 | Supporto                     |
| ---- | ----------- | ------------------------- | ------------------------- | ------------------------- | --------------- | ---------------------------- |
| 1    | Monza       | Peter Rikli               | Christ-Johannes Schreiber | Petr Fulín                | Nessun iscritto | Campionato del mondo turismo |
| 2    | Monza       |                           | Peter Rikli               | Christ-Johannes Schreiber | Nessun iscritto | Campionato del mondo turismo |
| 3    | Hungaroring | Zsolt Szabó               | Zsolt Szabó               | Christ-Johannes Schreiber | Nessun iscritto | Campionato del mondo turismo |
| 4    | Hungaroring |                           | Norbert Nagy              | Christ-Johannes Schreiber | Nessun iscritto | Campionato del mondo turismo |
| 5    | Nürburgring | Christ-Johannes Schreiber | Petr Fulín                | Petr Fulín                | Nessun iscritto | Campionato del mondo turismo |
| 6    | Nürburgring |                           | Fábio Mota                | Igor Stefanovski          | Nessun iscritto | Campionato del mondo turismo |
| 7    | Vila Real   | Norbert Nagy              | Igor Stefanovski          | Petr Fulín                | Nessun iscritto | Campionato del mondo turismo |
| 8    | Vila Real   |                           | Zsolt Szabó               | Zsolt Szabó               | Nessun iscritto | Campionato del mondo turismo |
| 9    | Zolder      | Norbert Nagy              | Christ-Johannes Schreiber | Christ-Johannes Schreiber | Nessun iscritto |                              |
| 10   | Zolder      |                           | Igor Stefanovski          | Igor Stefanovski          | Nessun iscritto |                              |
| 11   | Most        | Norbert Nagy              | Plamen Kralev             | Plamen Kralev             | Nessun iscritto |                              |
| 12   | Most        |                           | Petr Fulín                | Petr Fulín                | Nessun iscritto |                              |

### Classifica
| Pos.  | Pilota                    | ITA   | ITA   | UNG   | UNG   | GER   | GER   | POR   | POR   | BEL   | BEL   | CEC   | CEC   | Punti |
| ETCC1 | ETCC1                     | ETCC1 | ETCC1 | ETCC1 | ETCC1 | ETCC1 | ETCC1 | ETCC1 | ETCC1 | ETCC1 | ETCC1 | ETCC1 | ETCC1 | ETCC1 |
| ----- | ------------------------- | ----- | ----- | ----- | ----- | ----- | ----- | ----- | ----- | ----- | ----- | ----- | ----- | ----- |
| 1     | Petr Fulín                | 1     | 3     | 6     | 4     | 1     | 3     | 1     | 5     | 9     | 3     | 2     | 1     | 82    |
| 2     | Norbert Nagy              | 5     | 4     | 3     | 3     | 4     | 5     | 2     | Rit   | 3     | 4     | 1     | 3     | 75    |
| 3     | Christ-Johannes Schreiber | 2     | 1     | 1     | 1     | Rit   | NP    | NC    | 11    | 1     | 7     | 4     | Rit   | 63    |
| 4     | Igor Stefanovski          | 4     | 5     | 4     | 8     | 2     | 1     | 3     | 3     | 8     | 1     | 8     | 5     | 60    |
| 5     | Peter Rikli               | 3     | 2     | 5     | 10    | 5     | Rit   | 9     | 8     | 2     | 2     | 5     | 12    | 46,5  |
| 6     | Fábio Mota                | 9     | 8     | 7     | 11    | 3     | 2     | 5     | 7     | 4     | 9     | Rit   | 7     | 31    |
| 7     | Plamen Kralev             | 10    | 6     | 13    | NP    | 9     | 6     | 8     | 2     | Rit   | 8     | 3     | 2     | 25    |
| 8     | Zsolt Szabó               | 6     | Rit   | 2     | Rit   | 10    | 7     | 7     | 1     |       |       |       |       | 23    |
| 9     | Andreas Pfister           | 7     | 7     | 11    | 6     | 8     | 4     | 11    | 6     | 5     | 5     | 12    | 8     | 22,5  |
| 10    | Mladen Lalušić            | 8     | Rit   | 8     | 5     | 6     | 8     | 6     | 9     |       |       | 9     | SQ    | 13    |
| 11    | Aleksandr Artemjev        |       |       | 10    | 2     |       |       |       |       |       |       |       |       | 8     |
| 12    | Petr Fulín Jr.            |       |       |       |       |       |       |       |       |       |       | 6     | 4     | 8     |
| 13    | José Rodrigues            |       |       |       |       |       |       | 4     | 4     |       |       |       |       | 7,5   |
| 14    | Rudolf Pešović            |       |       | 12    | 7     |       |       |       |       | 6     | Rit   |       |       | 5     |
| 15    | Václav Nimč               |       |       |       |       |       |       |       |       |       |       | 7     | 6     | 5     |
| 16    | Anett György              | NP    | NP    | 9     | 9     | 7     | Rit   | 10    | 10    | 7     | 7     | Rit   | 9     | 5     |
| 17    | Petr Čížek                |       |       |       |       |       |       |       |       |       |       | 10    | 10    | 0     |
| 18    | Maciej Łaszkiewicz        |       |       |       |       |       |       |       |       |       |       | 11    | 11    | 0     |
| Pos.  | Pilota                    | ITA   | ITA   | UNG   | UNG   | GER   | GER   | POR   | POR   | BEL   | BEL   | CEC   | CEC   | Punti |

| Colore  | Risultato             |
| ------- | --------------------- |
| Oro     | Vincitore             |
| Argento | 2º posto              |
| Bronzo  | 3º posto              |
| Verde   | Finito a punti        |
| Blu     | Finito senza punti    |
| Viola   | Ritirato (Rit)        |
| Viola   | Non classificato (NC) |
| Rosso   | Non qualificato (NQ)  |
| Nero    | Squalificato (SQ)     |
| Bianco  | Non partito (NP)      |
| Bianco  | Non ha gareggiato     |
| Bianco  | Infortunato (INF)     |
| Bianco  | Escluso (ES)          |
| Bianco  | Gara cancellata (C)   |